# Diplocaulus
Diplocaulus – rodzaj wymarłego płaza tarczogłowego, który żył na terenie obecnych Stanów Zjednoczonych w środkowym permie.

## Opis

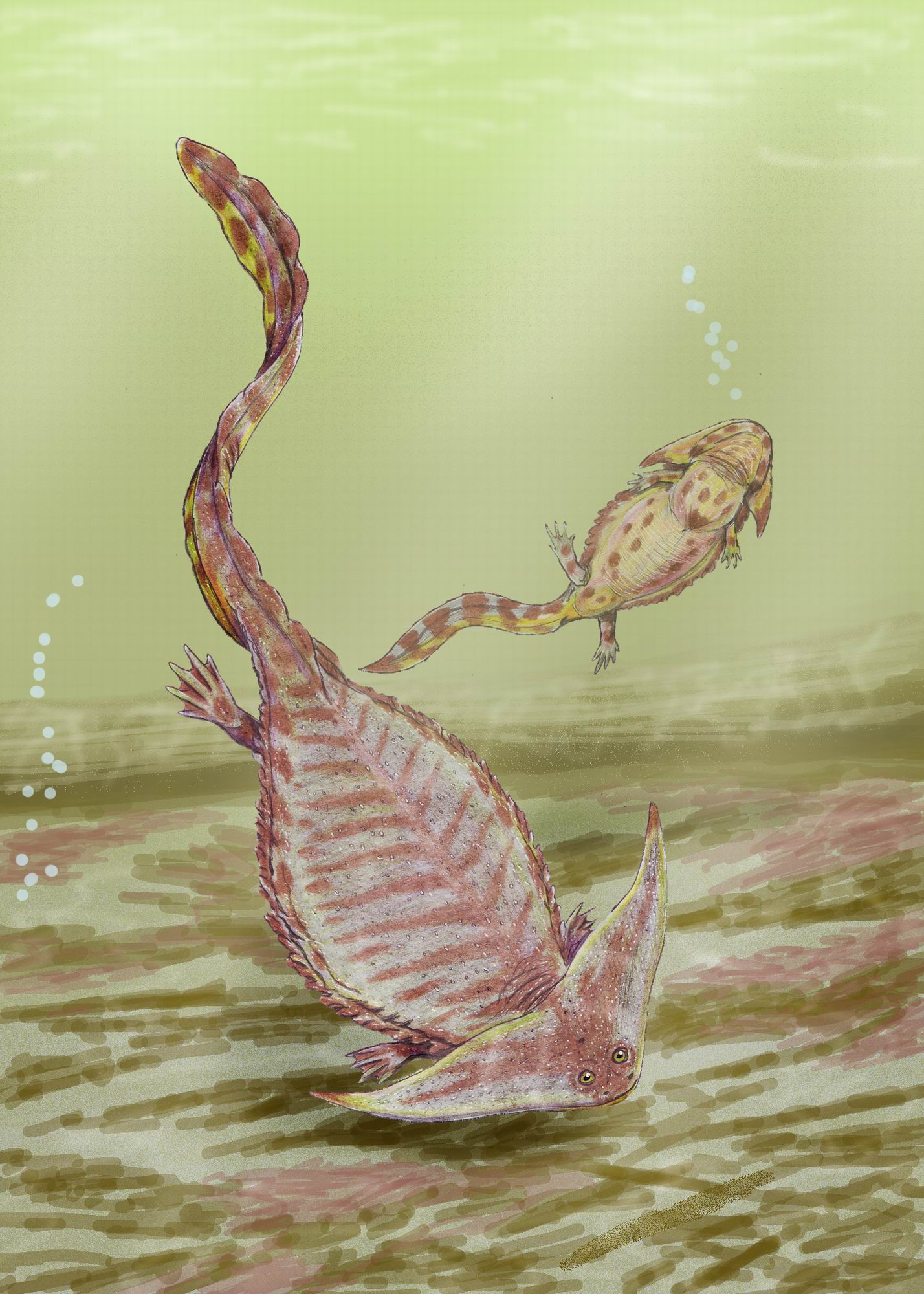
Diplocaulus

Cechą charakterystyczną tego zwierzęcia, a także jego grupy, jest dziwaczny kształt czaszki, którego rola nie jest jeszcze dobrze znana. U Diplocaulus boczne części czaszki były wyciągnięte w dziwne ostrza, dzięki którym głowa przypominała kształtem bumerang. Cecha ta występowała jedynie u osobników dorosłych. Płaz ten był rybożerny.
Dane:
CzasPerm, 270 mln lat temu
WystępowanieAmeryka Północna
Długośćokoło 1 m

## Hipotezy dotyczące kształtu głowy
Według jednej z dawniejszych koncepcji szeroka głowa służyła do popisów godowych, tak jak ogon pawia. Możliwe również, że szerokość wyrostków zapobiegała połknięciu zwierzęcia przez większego drapieżnika – Diplocaulus utkwiłby mu w gardle. Eksperymentalne badania inżynierskie wskazały na inną funkcję: być może wystające części sprawiały, iż czaszka działała jak płat nośny samolotu.
Niewykluczone, że zwierzę to na ogół czaiło się na dnie strumienia, czekając na małe ryby. Gdy dojrzało nadpływającą ławicę wychylało nieco głowę ku górze; dzięki jej kształtowi i oddziaływaniu prądu wody było gwałtownie unoszone z dna i mogło niepostrzeżenie atakować ryby od dołu.

## Gatunki
Do rodzaju zalicza się następujące gatunki:
- Diplocaulus salamandroides (typowy)
- Diplocaulus magnicornis
- Diplocaulus recurvicornis
- Diplocaulus copei (nomen nudum)
- Diplocaulus limbatus (nomen nudum)